# Vecchio castello (Stoccarda)

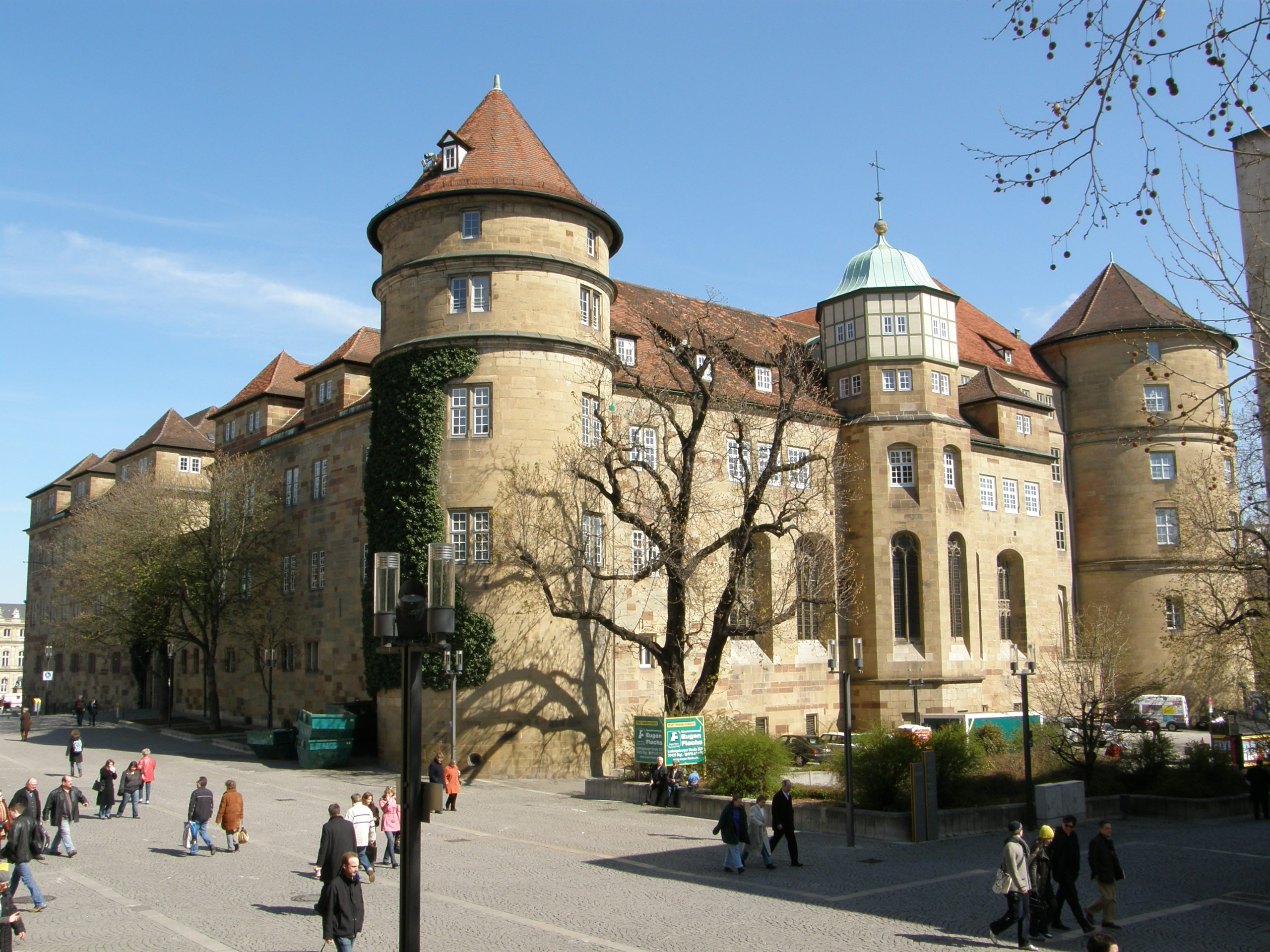
Il vecchio castello visto da Schillerplatz

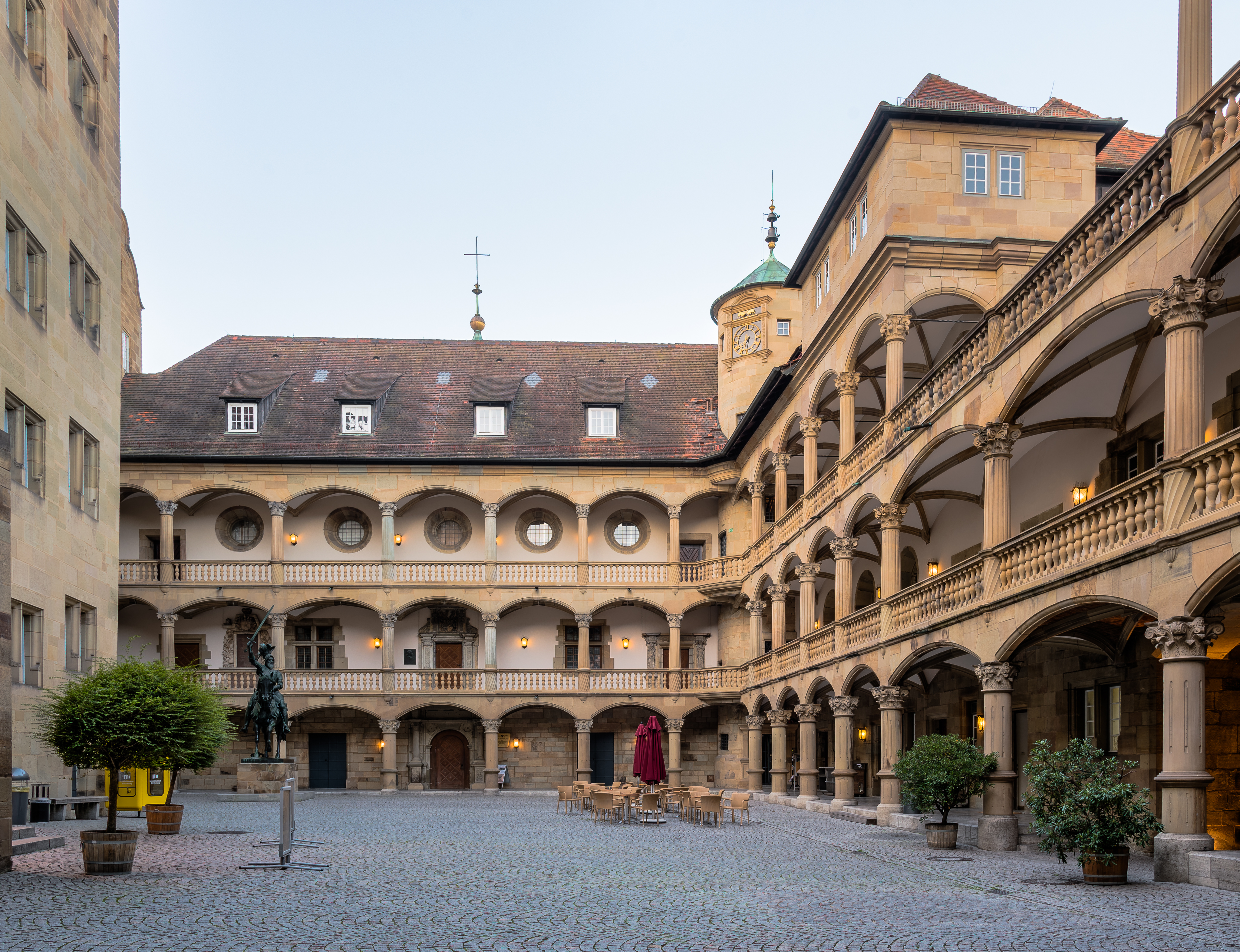
Il cortile con arcate, nel vecchio castello

Il vecchio castello (in tedesco: Altes Schloss) si trova nel centro di Stoccarda, la cui origine risale ad un castello sull'acqua del X secolo. Appartiene alla collegiata agli edifici dominanti di Schillerplatz. Nel comprensorio si trova ad esempio il mercato coperto cittadino, i ministeri nel nuovo palazzo e il moderno palazzo del parlamento regionale. Il vecchio castello è oggi un museo, mentre la chiesa del castello serve servizi religiosi.

## Storia
Il primo castello, adatto a proteggere i "giardini delle giumente" (da cui è derivato il nome di Stoccarda), era già presente intorno al 950. Nel XIV secolo divenne sede dei Conti del Württemberg e della Hofkammer. In seguito, dal 1553 al 1578, i duchi Cristoforo e Ludovico espansero la struttura nelle forme di un palazzo rinascimentale. In questo periodo avvenne anche la costruzione della scala equestre opera di Blasius Berwart del 1560, mentre l'inaugurazione della chiesa del castello avvenne nel 1562 così come la progettazione della sala delle udienze. I fossati intorno al castello furono poi riempiti nel XVIII secolo.
Nel 1931 una parte della pianta venne distrutta da un incendio, in particolare il Dürnitzbau con le due torri fu in gran parte distrutto. La ricostruzione, che iniziò ben presto, fu guidata dall'architetto Paul Schmitthenner: tuttavia, anche prima di averlo completato, il castello fu di nuovo gravemente danneggiato nel corso della seconda guerra mondiale. Gran parte delle collezioni etnologiche del Landesmuseum Württemberg finì vittima delle fiamme, come ad esempio i prodotti delle botteghe artigiane. La ricostruzione, che continuò fino al 1971, fu nuovamente diretta da Paul Schmitthenner.
Il cortile porticato dello stesso castello esibisce motivi architettonici tipici del primo Rinascimento italiano. Progettati come una piazza del torneo, i portici di rappresentanza erano originariamente concepiti per racchiudere il perimetro dell'intero cortile: ciò poi non accadde perché il castello fu "politicamente" declassato.
Sotto la chiesa del castello è ubicata la tomba reale, contenente le spoglie di re Carlo I e della regina Olga. Nel cortile si erge una statua equestre, progettata da Ludwig von Hofer, che rappresenta il conte Eberardo V, che nel 1495 divenne il primo duca di Württemberg e fece di Stoccarda la propria residenza.

### Chiesa del Castello
La chiesa del castello fu costruita nel 1558-62 dal capomastro Aberlin Tretsch e dal suo collega Blasius Berwart. Divenne la prima chiesa protestante nel Württemberg e la terza chiesa protestante al mondo (dopo la cappella del castello Neuburg sul Danubio nel 1543 - ancora costruita come chiesa longitudinale - e la cappella del castello Hartenfels a Torgau nel 1544) e come seconda chiesa a croce dopo la Cappella del castello Hartenfels a Torgau: con accesso della comunità al piano terra nella corte di arcade e accesso dagli appartamenti ducali sul soppalco. L'altare e il pulpito dovrebbero essere ben visibili da tutti i luoghi nel senso della comprensione protestante e sono stati quindi creati centralmente come principi equivalenti, progettati da Sem Schlör. A proposito, il duca Cristoforo mandò suo cognato Giorgio Federico di Brandeburgo-Ansbach a Brandeburgo il capomastro Aberlin Tretsch con Blasius Berwart a Plassenburg vicino a Kulmbach, che ha poi influenzato la progettazione della chiesa del castello, che ora è stata costruita come modello di Stoccarda come chiesa del transetto. Dopo la confisca delle proprietà ecclesiastiche nel 1806, la chiesa del castello di Stoccarda fu ridisegnata da Alexander Tritschler in stile neogotico e creò una cripta in cui furono sepolti il re Karl, la regina Olga, il duca Wilhelm Eugen, la duchessa Wera e Carl Eugen. A volte la chiesa fungeva anche da biblioteca e farmacia. Nel 1865 furono rinnovati gli interni. Oggi funge da ufficio di predicazione della congregazione protestante ed è spesso usato per le celebrazioni di nozze.

### Museo e memoriale pubblico
Oggi, il castello ospita il Museo di Stato del Württemberg con ricche collezioni, il Museo dei bambini, Young Castle e la chiesa del castello nell'ala sud-ovest.
Un memoriale al combattente della resistenza tedesca Claus Graf Stauffenberg, che agì nell'attentato a Hitler del 20 luglio 1944, è stato allestito nel complesso edilizio del castello. Il suo ingresso è sul lato di Karlsplatz dell'edificio.

## Galleria d'immagini

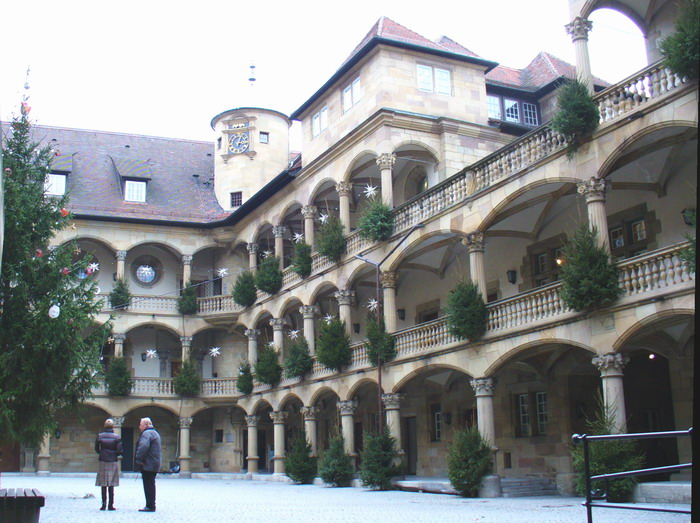
Antico castello, cortile con portici decorati durante il periodo natalizio
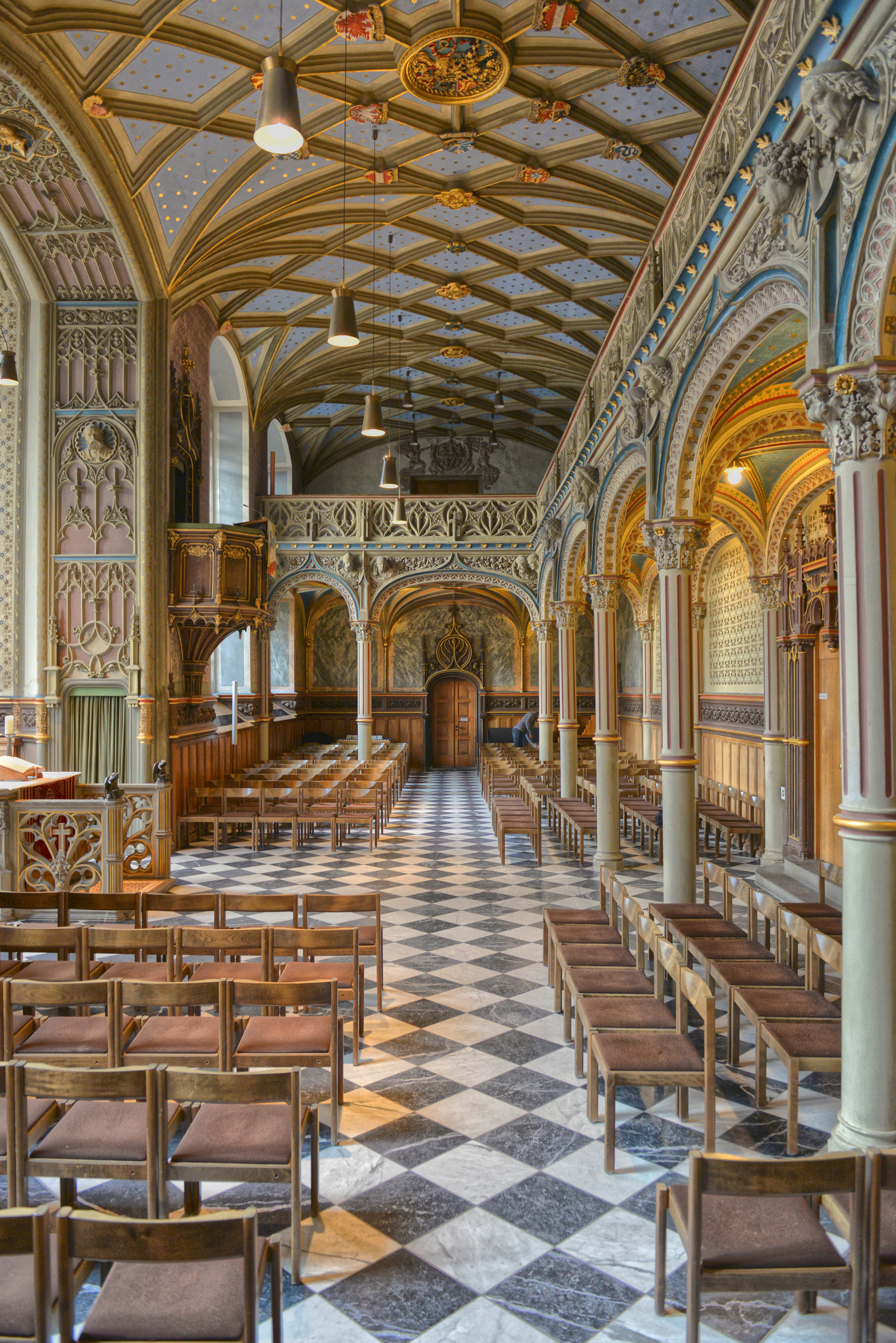
Vista parziale della chiesa del castello nel vecchio castello
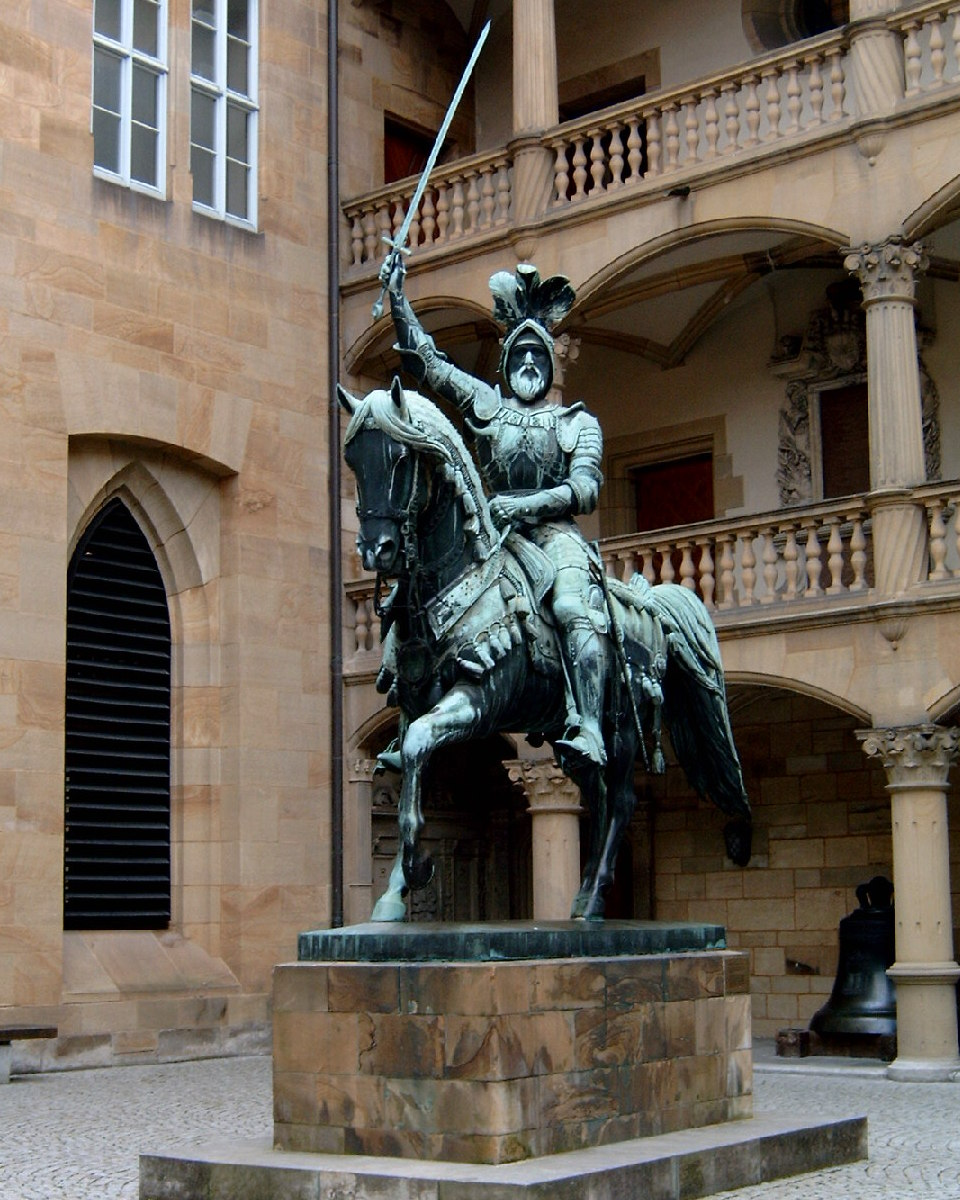
La statua equestre rappresenta Eberhard con la barba a cavallo nella corte arcade
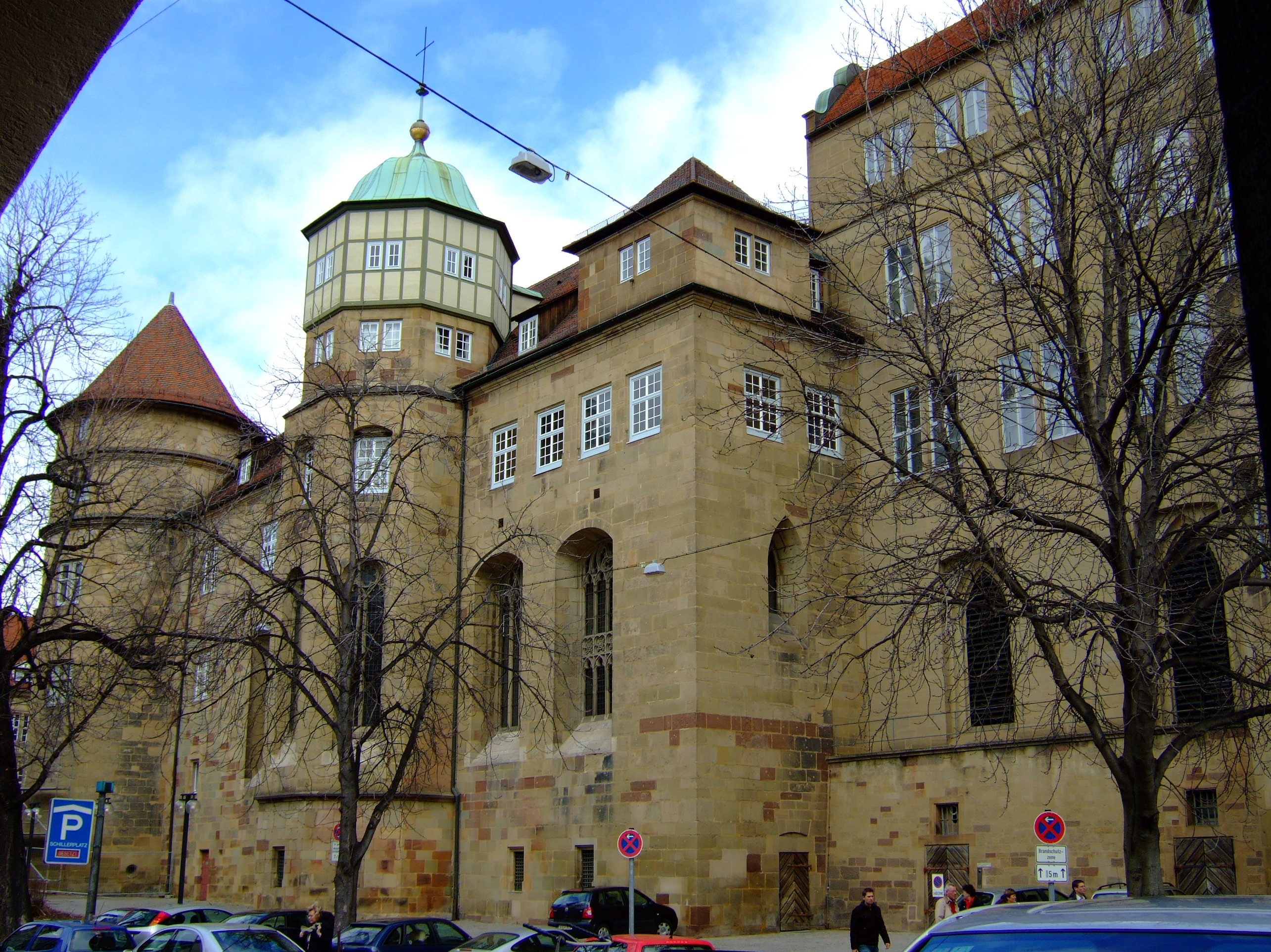
Vista dal mercato coperto al vecchio castello
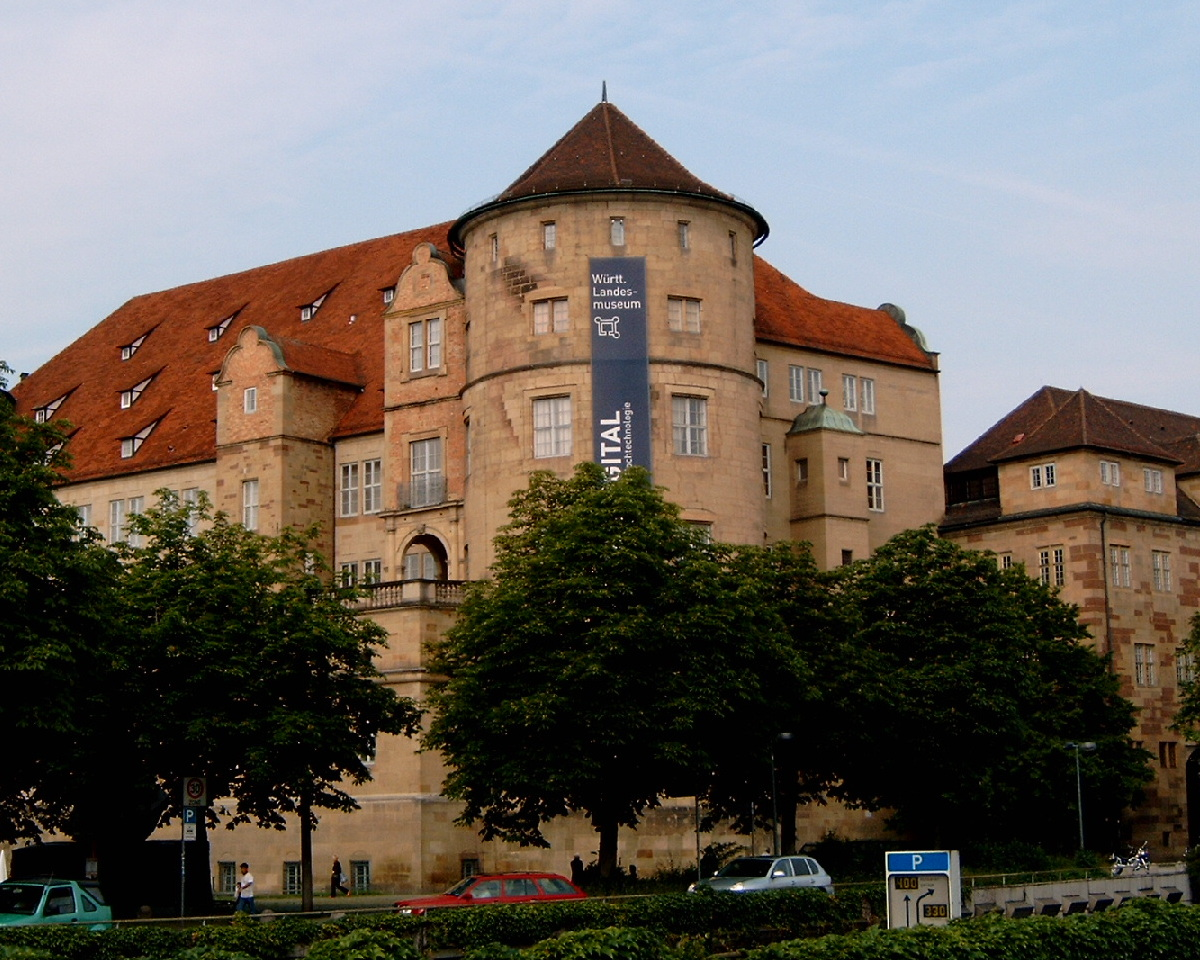
Il vecchio castello visto da Charlottenplatz
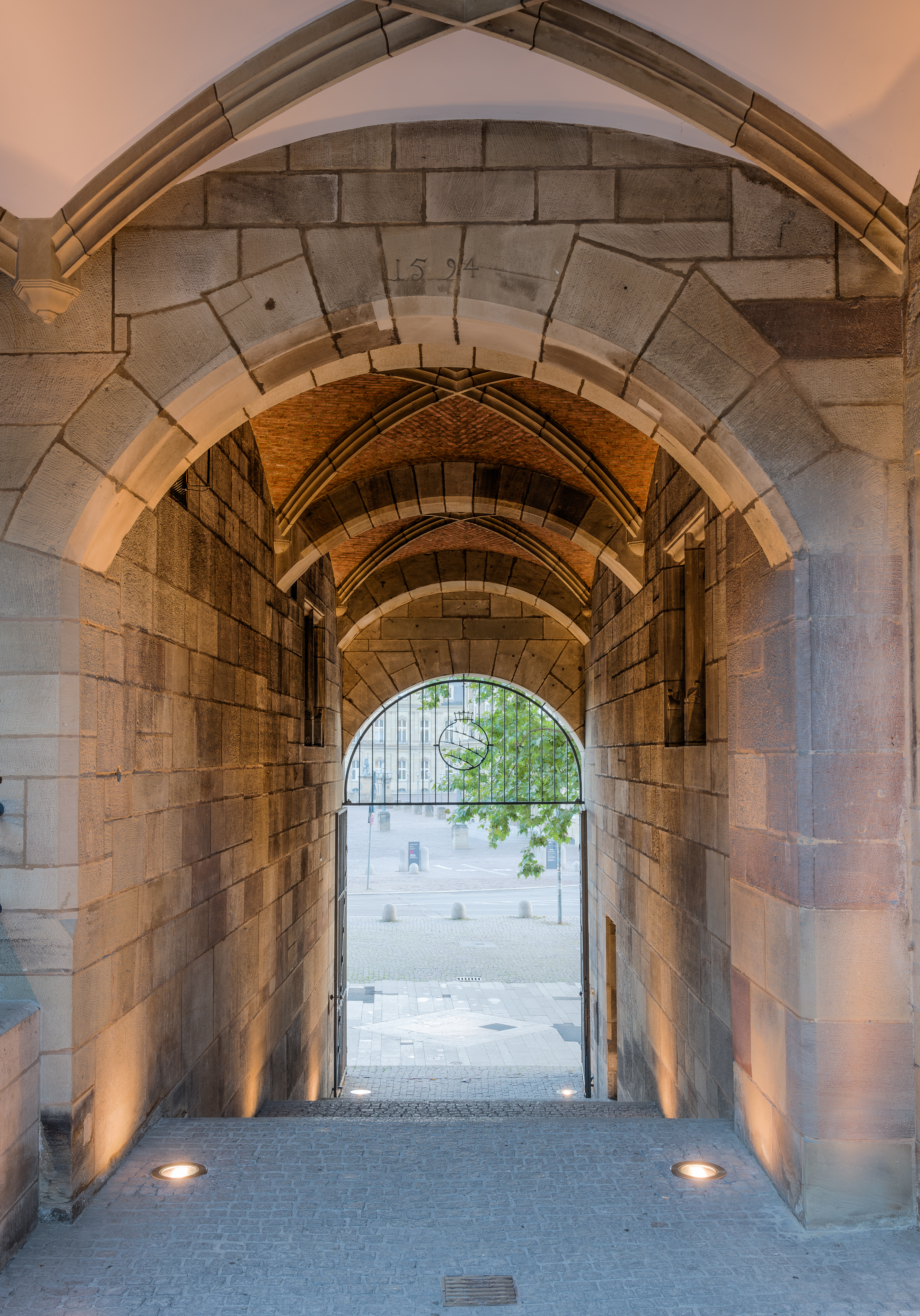
Uscita dal cortile verso Neues Schloss e Schlossplatz